# Maria Saal
Maria Saal este o comună din landul Carintia, Austria.

## Monumente
- Virunum

## Personalități născute aici
- Friedrich Welwitsch (1806 - 1872), explorator și botanist austriac.